# Crises do petróleo

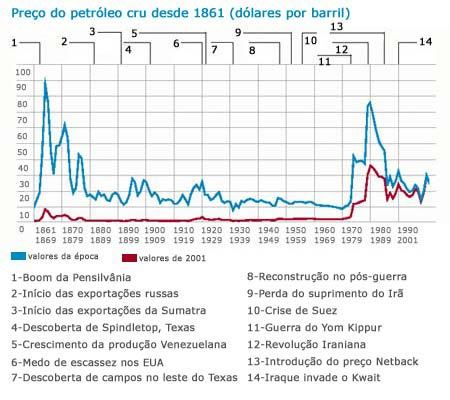
Evolução do preço do petróleo

A crise do petróleo aconteceu em quatro choques, todas depois da Segunda Guerra Mundial provocada pelo embargo dos países membros da OPEP (Organização dos Países Exportadores de Petróleo) e Golfo Pérsico de distribuição de petróleo para os Estados Unidos e países da Europa e África.
A região petrolífera do Golfo Pérsico foi descoberta em 1908 no Irã, a partir daí, toda a região começou a ser visada estrategicamente e explorada. Em 1960, na cidade de Bagdá, os cinco principais produtores de petróleo (Arábia Saudita, Irã, Iraque, Kuwait e Venezuela) fundaram a Organização dos Países Exportadores de Petróleo. A criação da OPEP foi uma forma de reivindicar perante uma política de achatamento de preços praticada pelo cartel das grandes empresas petroleiras ocidentais — as chamadas "sete irmãs" (Standard Oil, Shell plc, Mobil, Gulf, BP, Standard Oil of California, e Texaco).
Os três objetivos da OPEP, definidos pela organização na conferência de Caracas em 1961, eram: aumentar a receita dos países-membros, a fim de promover o desenvolvimento; assegurar um aumento gradativo do controle sobre a produção de petróleo, ocupando o espaço das multinacionais; e unificar as políticas de produção. A OPEP aumentou os royalties pagos pelas transnacionais, alterando a base de cálculo, e as onerou com um imposto.
A crise do petróleo foi desencadeada num contexto de déficit de oferta, com o início do processo de nacionalizações e de uma série de conflitos envolvendo os produtores árabes da OPEP, como a guerra dos Seis Dias (1967), a guerra do Yom Kipur (1973), a revolução islâmica no Irã (1979) e a guerra Irã-Iraque (a partir de 1980), além de uma excessiva especulação financeira. Os preços do barril de petróleo atingiram valores altíssimos, chegando a aumentar até 400% em cinco meses (17 de outubro de 1973 – 18 de março de 1974), o que provocou prolongada  recessão nos Estados Unidos e na Europa e desestabilizou a economia mundial.

## Choques de alta do Petróleo

### Primeiro choque

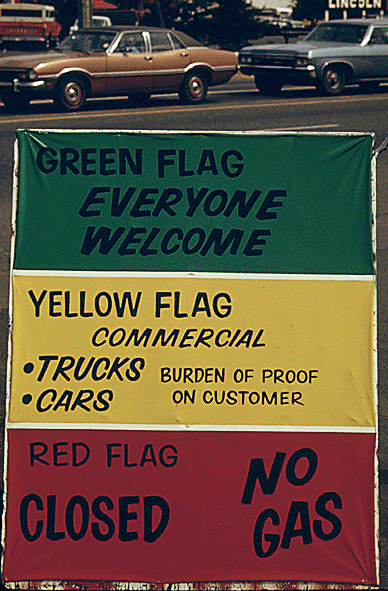
Ausência de combustíveis em 1973-74, durante a crise do petróleo

Aconteceu em 1973 em protesto pelo apoio prestado pelos Estados Unidos a Israel durante a Guerra do Yom Kippur, tendo os países árabes organizados na OPEP aumentando o preço do petróleo em mais de 400%. Em março de 1974, os preços nominais tinham subido de 3 para 12 dólares por barril (a preços atuais, de 14 a 58).
No Brasil, o choque levou o governo a criar o Proálcool, programa que substituiu a gasolina por álcool etílico, o que gerou 10 milhões de automóveis a gasolina a menos rodando no Brasil, diminuindo a dependência do país ao petróleo importado.

### Segundo choque
Ocorreu em 1979 durante a crise política no Irã e a consequente deposição de Xá Reza Pahlevi o que desorganizou todo o setor de produção no Irã, fazendo com que os preços aumentassem. Entre 1979 e 1981 o preço nominal do barril aumentou de 13 para 34 dólares (de 50 para 120 dólares a preços atuais). Na sequência da Revolução iraniana, travou-se a Guerra Irã-Iraque (1980-1988), na qual foram mortos mais de um milhão de soldados de ambos os países, tendo o preço disparado em face da súbita diminuição da produção de dois dos principais produtores mundiais.

## Maiores produtores
A produção anual do mundo atinge cerca de 24 bilhões de barris, consome-se 23 bilhões e 1 bilhão ficam em depósitos. As reservas existentes no mundo são calculadas em aproximadamente 1 trilhão de barris de petróleo, 67% se encontram no Oriente Médio. Veja as estatísticas:
| Países        | % Percentagem |
| ------------- | ------------- |
| Golfo Pérsico | 21,76         |
| Europa        | 14,53         |
| Américas      | 18,52         |
| Ásia          | 3,62          |
| África        | 2,51          |
| Outros        | 39,06         |

Somente os membros da OPEP produzem 27,13%.